# Varangerfjorden
Varangerfjorden (płn.-lap. Várjavuonna; kweń. Varenkinvuono) – najdalej na wschód wysunięty fiord Norwegii, na Oceanie Arktycznym.

## Charakterystyka
Varangerfjorden jest zatoką na Morzu Barentsa u wybrzeży Półwyspu Skandynawskiego. Fiord ma u wejścia szerokość około 55 km, ciągnie się w głąb lądu na długość 110 km. Południowe wybrzeże fiordu dzieli się na liczne zatoki ze skalistymi półwyspami i wyspami. Największą wyspą jest Skogerøya. Największa głębokość wynosi 420 m. Przy mroźnych zimach wewnętrzna część fiordu zamarza. Najważniejszymi portami są: Kirkenes i Vadsø w Norwegii oraz Liinachamari w Rosji.